# Peter Sonneveld
Peter Sonneveld (14 januari 1954) is een Nederlands acteur en regisseur.
Na zijn middelbare school volgde Sonneveld de Akademie voor Woord en Expressie in Utrecht en vervolgens de Toneelschool Arnhem, waar hij sinds zijn afstuderen in 1984 docent is. Hij speelde in theaterproducties bij onder andere het Nationale Toneel, Bonheur en De Appel. Van 2005 tot 2013 van hij directeur en artistiek leider van toneelgroep Bonheur.